# Francisco de Villegas
Francisco de Villegas, född 1592, död 1660, var en spansk dramatiker.
Villegas samarbetade med Montero de Espinosa och även andra, men skrev också ensam ett antal dramatiska verk. Hans namn är upptaget i Spanska akademiens Catálogo de autoridades de la lengua. 